# Southern Hockey League (1973-1977)
La Southern Hockey League è stata una lega minore professionistica di hockey su ghiaccio che ha operato negli Stati Uniti dal 1973 al 1977.

## Storia
Nel 1973 si sciolse la Eastern Hockey League, lega minore fondata nel 1954 e diffusasi in numerosi stati della costa atlantica. Le squadre sopravvissute diedero vita a due campionati separati, la North American Hockey League a nord e la Southern Hockey League a sud.
La lega andò avanti regolarmente per tre stagioni, tuttavia nel gennaio del 1977 nel giro di poche settimane si sciolsero quattro delle sette franchigie iscritte alla SHL. Per questo motivo la lega decise di sciogliersi ufficialmente il 31 gennaio 1977.

## Squadre
| Nome                  | Anni      | Campionati | Città                |
| --------------------- | --------- | ---------- | -------------------- |
| Baltimore Clippers    | 1976-1977 | 1          | Baltimora, MD        |
| Charlotte Checkers    | 1973-1977 | 4          | Charlotte, NC        |
| Greensboro Generals   | 1973-1977 | 4          | Greensboro, NC       |
| Hampton Gulls         | 1974-1977 | 3          | Hampton, VA          |
| Macon Whoopees        | 1973-1974 | 1          | Macon, GA            |
| Richmond Wildcats     | 1976-1977 | 1          | Richmond, VA         |
| Roanoke Valley Rebels | 1973-1976 | 4          | Richmond, VA         |
| Suncoast Suns         | 1973-1974 | 1          | Saint Petersburg, FL |
| Tidewater Sharks      | 1975-1977 | 2          | Norfolk, VA          |
| W.-S. Polar Twins     | 1973-1977 | 4          | Winston-Salem, NC    |

## Albo d'oro
| Stagione | Stagione regolare     | Campioni              |
| -------- | --------------------- | --------------------- |
| 1973-74  | Roanoke Valley Rebels | Roanoke Valley Rebels |
| 1974-75  | Charlotte Checkers    | Charlotte Checkers    |
| 1975-76  | Charlotte Checkers    | Charlotte Checkers    |
| 1976-77  | Stagione interrotta   | Stagione interrotta   |